# Huyền phù

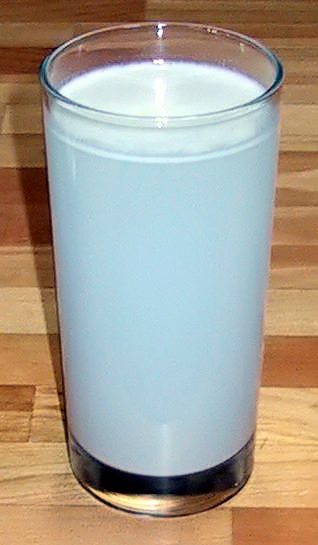
Huyền phù bột mì trong nước.

Trong lĩnh vực hóa học, huyền phù là hỗn hợp không đồng nhất của chất lỏng chứa các hạt rắn đủ lớn để lắng đọng. Các hạt có thể nhìn thấy bằng mắt thường, thường phải lớn hơn một micromet và cuối cùng sẽ lắng xuống, mặc dù hỗn hợp chỉ được phân loại là huyền phù khi và trong khi các hạt chưa lắng xuống.
Huyền phù mang nghĩa nổi lơ lửng, từ phù có nghĩa là nổi và huyền là treo hay đeo lơ lửng. là một hệ gồm pha phân tán là các hạt rắn lơ lửng trong môi trường phân tán lỏng (hỗn hợp dị thể); các hạt rắn không tan hoặc khó tan vào môi trường phân tán.
Nếu để yên một huyền phù thì ngược lại với dung dịch, chất rắn có kích thước không nhỏ lắm sẽ lắng xuống dưới tạo thành một lớp cặn (sa lắng hay trầm tích). Chất lỏng phía trên có thể được chiết ra (lắng gạn) và tách chất rắn ra khỏi chất lỏng.
Ở các phần tử có kích thước nhỏ có thể tăng nhanh quá trình sa lắng bằng phương pháp ly tâm vì kích thước các phần tử rắn càng nhỏ thì sự sa lắng càng chậm.
Huyền phù đóng vai trò quan trọng trong nhiều lĩnh vực kĩ thuật như vật liệu sơn, vescni, giấy, vật liệu xây dựng...
Một vài ví dụ về thí nghiệm hóa học liên quan đến huyền phù:  
| 2Cu(OH)2    | + | CO2 | → | H2O | + | Cu2CO3(OH)2 |
| ----------- | - | --- | - | --- | - | ----------- |
| (huyền phù) |   |     |   |     |   | (kết tủa)   |

- Điều kiện: Không có

| Mg(OH)2     | + | 2CO2 | → | Mg(HCO3)2   |
| ----------- | - | ---- | - | ----------- |
| (huyền phù) |   |      |   | (pha loãng) |

- Điều kiện: Ở nhiệt độ phòng

## Ví dụ
- Cát được khuấy lên trong nước biển.
- Lớp cảm ứng ánh sáng trên phim và giấy ảnh (thường được gọi một cách sai lầm là nhũ tương)
- Mực tàu
- Dung dịch giữ thành trong thi công cọc nhồi bê tông